# 第一代莫里伯爵詹姆斯·史都華

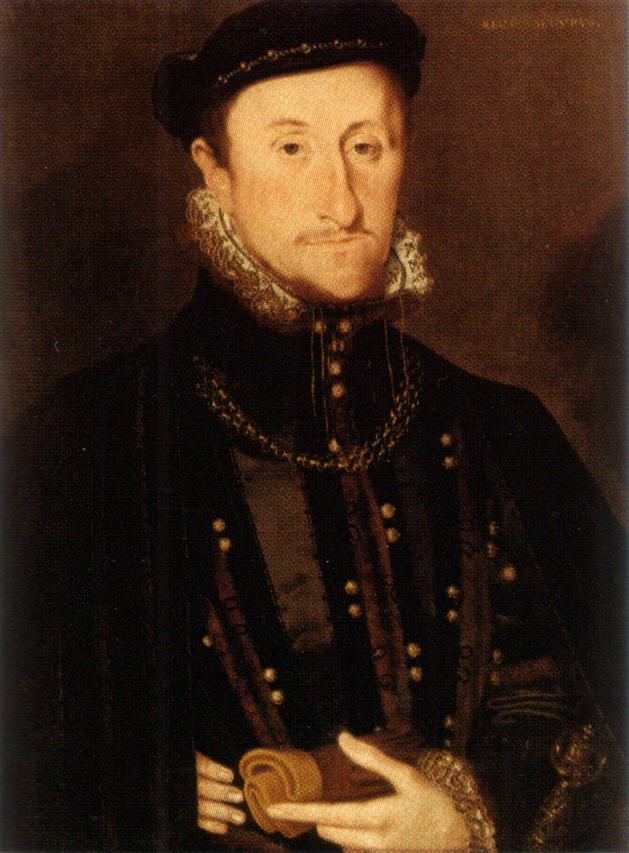
莫里伯爵詹姆斯·史都華

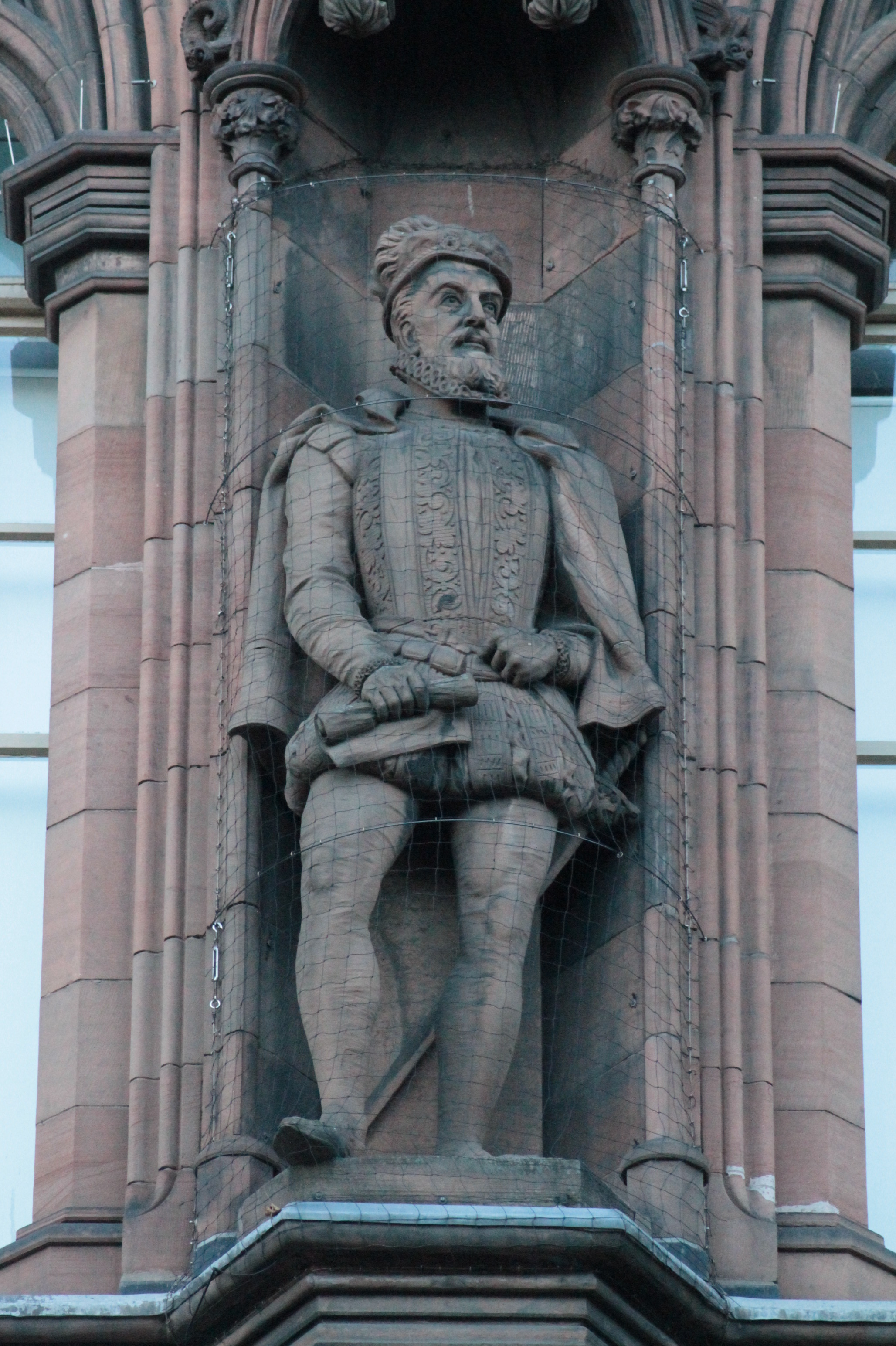
位於蘇格蘭國立肖像美術館外的第一代莫里伯爵詹姆斯·史都華石像

第一代莫里伯爵詹姆斯·史都華（James Stewart, 1st Earl of Moray，1531年—1570年1月23日）是蘇格蘭國王詹姆斯五世的一名私生子，他的生母是瑪格麗特·爾斯金。
1542年詹姆斯五世去世，他的異母妹瑪麗一世即位為女王。瑪麗一世在位期間他是她的政治顧問之一，1561年瑪麗將他冊封為莫里伯爵。瑪麗在1567年被迫退位，由年僅一歲的詹姆士六世即位，他被任命為蘇格蘭攝政。1570年他在林利斯戈被刺殺。